# Демотична мова

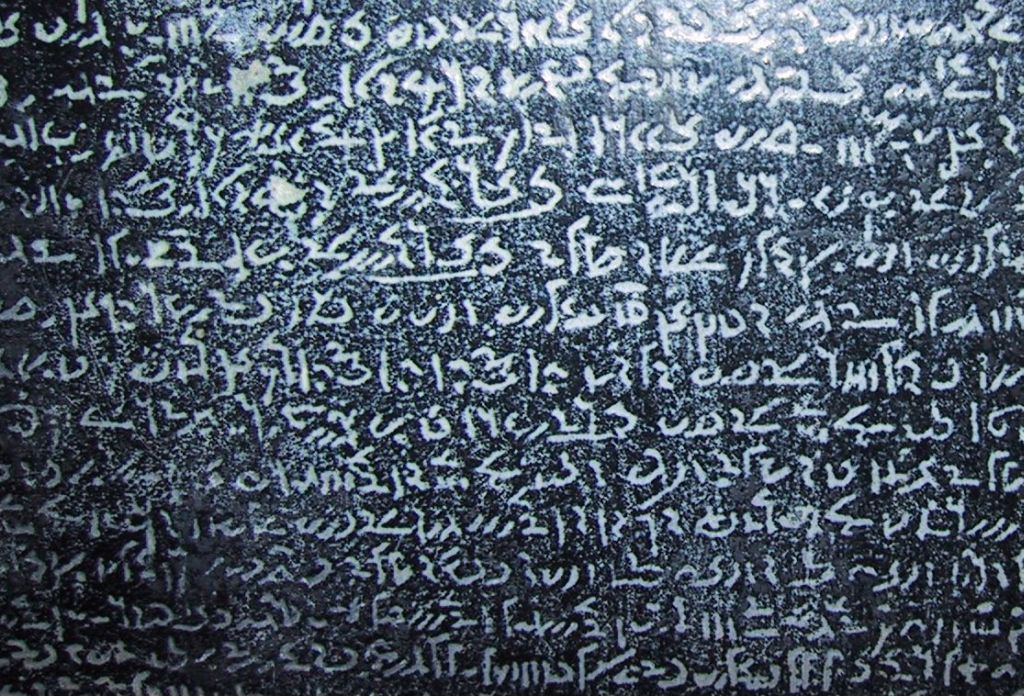
Розетський камінь — пам'ятник демотичної мови, який відіграв велику роль у дешифруванні єгипетських ієрогліфів

Демотична мова — мова жителів Стародавнього Єгипту, що використовує демотичне письмо, одна зі стадій єгипетської мови. Основне поширення - Третій перехідний період і Пізній період (VIII століття до н. е.. - V століття н. е.). У російській єгиптології термін запропонований вченим Ю. Я. Перепелкіним:1.

## Періодизація
Демотична мова виникла у VIII столітті до н. е. та остаточно зник у V столітті н. е. , проіснувавши близько 1200 років.
Останній відомий напис на стіні храму Ісіди у Філах, позначений 2-м грудня 452 н. е.:
(1) ns-mt(r)-ˁ3 s3 p3-ˁẖm p3
(2) ḥm-nṯr tp. ṱ n is.t rn n mw. ṱ=f
(3) t3-šr.tn-ns-mt(r) t3 šr.tn wbb 3 n is.t
(4) ns-mt(r)-ḫm p3 ḥm-ntr 2-nw n is.t
(5) s3 Ḥr-nṱr-ỉt=f
(6) p3 hrw sw 6 ibt 4 3ḫ. (t)
(7) ḥ3.t-sp 169. (t)
Переклад: «(1) Несметаа, син Паахема, (2) первосвященика Ісет, ім'я його матері (3) Ташретеннесмет, дочки старшого жерця-уаба Ісет (4) Несметхема, другого жерця Ісет, (5) сина Хорнеджитефа. (6) Сьогодні день 6-й, місяць 4-й розливу, (7) рік 169-й».

## Пам'ятники
Серед пам'яток демотичної літератури є новий для попередніх стадій єгипетської мови казковий жанр — байка. Ці байки тісно перепліталися з міфологією і розповідали про пригоди міфологічних персонажів єгипетської релігії. Лейденський папірус, датований I-II століттями н. е. містить такі байки.

## Особливості
На розвиток та становлення демотичної мови як окремої від новоєгипетської сильно вплинули арамейська та грецька мови.